# Dorothy Page
Dorothy Pauline Page, née en 1934, est une historienne néo-zélandaise. Elle s'est spécialisée notamment dans l'histoire des femmes. 

## Biographie
Née en 1934 à Invercargill, tout au sud de la Nouvelle-Zélande,, issue d’une famille modeste, elle fait des études supérieures en histoire (jusqu’en 1956) et en français (en 1957) dans une structure de l’Université de Nouvelle-Zélande à  Dunedin, devenue depuis l'Université d'Otago. 
Elle est chargée de cours, en histoire, de 1961 à 1964, puis arrête d’exercer pendant cinq ans pour se consacrer à ses enfants. Elle redevient enseignante et chercheuse à l'Université d'Otago en 1969,. Elle présente en 1985 une thèse de doctorat, intitulée de façon un peu provocatrice : « 'A married woman, or a minor, lunatic or idiot' : the struggle of British women against disability in nationality, 1914-1933 » et consacrée au combat des femmes de l’Empire britannique pour une pleine citoyenneté,. 
En 1986, Dorothy Page, en collaboration avec une collègue, Barbara Brookes, présentent le premier exposé universitaire sur l'histoire des femmes en Nouvelle-Zélande. D’autres publications suivent sur des thèmes proches, par exemple sur les suffragistes en 1993, sur le centenaire du National Council of Women of New Zealand en 1996,  etc..
En 1993, pour la célébration du centenaire du droit de vote des femmes en Nouvelle-Zélande, Dorothy Page reçoit la New Zealand Suffrage Centennial Medal, pour les services rendues aux femmes,.
Après sa retraite en 2000,, elle reste active et continue à publier, comme par exemple en 2008 un ouvrage intitulé :  Anatomy of a Medical School. A History of Medicine at the University of Otago, 1875-2000 [ Anatomie d'une école de médecine. Une histoire de la médecine à l'Université d'Otago, 1875-2000 ],.

## Principales publications
- Anatomy of a Medical School: A History of Medicine at the University of Otago 1875–2000 (Otago University Press, 2008)
- Communities of Women: Historical Perspectives, co-edité avec Barbara Brookes (Otago University Press, 2002)
- The National Council of Women: A Centennial History (Bridget Williams Books, 1996)